# Alexandru Averescu
Alexandru Averescu (3 de abril de 1859 - 2 de octubre de 1938) fue un mariscal y político populista rumano. Comandante de ejércitos rumanos durante la Primera Guerra Mundial, fue primer ministro de su país en tres ocasiones, además de servir como ministro de Asuntos Exteriores interino de enero a marzo de 1918 y ministro sin cartera. Comenzó su carrera pública con el aplastamiento de la revuelta campesina de 1907. Considerado artífice de la defensa de Moldavia durante la campaña de 1916-1917, aprovechó su popularidad para crear y dirigir el Partido Popular rumano, que alcanzó el poder en 1920-1921, con el apoyo del rey Fernando y del Partido Liberal Nacional (PNL), en el que participaron Constantin Argetoianu y Take Ionescu.
Su primer mandato, controvertido, que se caracterizó por el apoyo intermitente del dirigente del PNL Ion I. C. Brătianu, incluyó la aprobación de una reforma agraria y de medidas contra los comunistas, antes de que el gabinete fuese derrotado por los opositores. Durante su segundo mandato en 1926-1927 se firmó un tratado con la Italia fascista y acabó cuando se conoció el apoyo que Aeverescu había brindado en secreto al desterrado Carol II. Ante el declive de su Partido Popular, Averescu forjó alianzas con distintas fuerzas de derecha y fue crucial en lograr el regreso de Carol en 1930. La relación entre ambos, sin embargo, empeoró en los años siguientes y Averescu se enfrentó a su antiguo compañero de partido, el poeta Octavian Goga, por su postura favorable al rey. Poco antes de morir, sin embargo, Averescu se reconcilió con el monarca e ingresó en el Consejo Real.
Avrescu, que escribió unas doce obras sobre diversos temas militares (incluyendo sus memorias sobre el frente en la Primera Guerra Mundial), fue miembro honorario de la Academia Rumana y recibió la Orden de Miguel el Valiente. Fue nombrado mariscal de Rumanía en 1930.

## Juventud y comienzos
Averescu nació en Ozerne (anteriormente llamada Babele y más tarde Alexandru Averescu), un pueblo al noroeste de Izmail, en la actualidad parte de Ucrania. Hijo de Constantin Averescu, que contaba con el título de sluger, Averescu estudió en el seminario ortodoxo de Izmail y, más tarde, en la Escuela de Artes y Oficios de Bucarest, con la intención de convertirse en ingeniero. En 1876 se alistó en la Gendarmería de Izmail.
Participó como sargento de caballería en la guerra ruso-turca de 1877-1878, en la que fue condecorado varias veces. Pasó más tarde a la reserva tras unas pruebas médicas, debido a los efectos de una hipotermia sufrida. En 1878 volvió al servicio activo, cursando estudios militares en la academia militar rumana de Târgovişte y en la italiana de Turín. Averescu se casó con una cantante de ópera italiana, que había sido prima donna del teatro milanés de La Scala. Su futuro colaborador y luego adversario, Constantin Argetoianu, declaró que «eligió a la señora Clotilda al azar».
Tras su regreso, Averescu ascendió en el escalafón militar. Director de la Academia Militar de Bucarest (1894-1895), fue más tarde (1895-1898) agregado militar de Rumanía en Alemania. Coronel en 1901, fue ascendido a general de brigada y recibió el mando del Ejército Central con sede en Tecuci en 1906.
Antes del estallido de la guerra mundial, dirigió las tropas que aplastaron la revuelta campesina de 1907, en la que utilizó métodos draconianos, especialmente ante los soldados que se negaron a combatir a los campesinos alzados. Más tarde desempeñó el cargo de ministro de Guerra en el gabinete del Partido Nacional Liberal dirigido por Dimitrie Sturdza (1907-1909). Según recuerda Eliza Brătianu, Averescu se distanció del PNL tras intentar defender ciertos objetivos políticos que chocaban con los del partido y decidió buscar el apoyo del monarca rumano Carol y más tarde el de las Potencias Centrales, a las que Rumanía se hallaba aliada contra la opinión del PNL.
Posteriormente mandó la Primera División de Infantería, destinada en Turnu Severin y más adelante el Segundo Cuerpo de Ejércitos en Craiova. En 1912 fue ascendido a general de división y sirvió de jefe del Estado Mayor entre 1911 y 1913. Como tal dirigió las tropas que operaron al sur del Danubio durante la segunda guerra balcánica (contra Bulgaria, en la que el ejército rumano no encontró resistencia en su avance).

## La guerra mundial y el primer gabinete
Durante la guerra mundial (en la que Rumanía participó a partir de 1916), mandó el Segundo Ejército rumano que defendía los Cárpatos meridionales hasta que fue trasladado al mando del Tercer Ejército (que guardaba el frente meridional) tras ser éste derrotado en la batalla de Turtucaia. Participó en el crucial consejo del 15 de septiembre de 1916 en el que Rumanía decidió abandonar su plan original de combate que exigía un ataque decidido en Transilvania y una defensa en el sur hasta la llegada de refuerzos rusos que permitiesen una segunda ofensiva en este sector. Abogó entonces por un cambio radical de planes, centrando los combates en el sur, en contra de otros jefes de ejército presentes, logrando que su postura fuese respaldada, cometiéndose lo que se ha considerado un error militar que precipitó la derrota rumana. Su postura, sin embargo, contaba con el apoyo de la Entente.
Dirigió entonces el nuevo Grupo de Ejércitos del Sur en la ofensiva de Flămânda contra el Tercer Ejército búlgaro y otras fuerzas de las Potencias Centrales, que fue detenida por el mal tiempo y la flota fluvial austrohúngara, que impidió el cruce del Danubio. Las fuerzas de Averescu no sufrieron bajas significativas y consiguieron retirarse ordenadamente hacia Moldavia, donde se había refugiado el ejército.
Averescu dirigió nuevamente a la victoria al Segundo Ejército en las batallas de Mărăşti y Mărăşeşti (en agosto de 1917). Sus hazañas, incluyendo su breve avance en Mărăşti, impresionaron a la opinión pública y a sus oficiales. Varios historiadores militares, sin embargo, consideran su dirección de la campaña y la de sus colegas del mando rumano como deplorable, considerando que «no pudo ser peor». A pesar de contar con un ejército de medio millón de hombres, reforzado por otros cien mil soldados rusos, fueron completamente derrotados en menos de cuatro meses de combates por un adversario muy inferior en número.

El frente rumano a finales de 1916 y comienzos de 1917.

Se consideró a Averescu, no obstante, como el responsable de la resistencia relativamente afortunada a las ofensivas de las Potencias Centrales contra Moldavia en 1917, la única región bajo el control del gobierno rumano tras la retirada de Valaquia en el invierno de 1916. Se le consideraba además una excepción a la corrupción e incompetencia endémicas del país. En 1917 se encontraba al frente del único ejército rumano que quedaba en condiciones de combatir, el 2.º Ejército, durante la época en que el ejército rumano sufrió una profunda remodelación, incluyendo a sus mandos superiores. A diferencia del nuevo jefe del Ejército, el general Constantin Prezan, Averescu era hostil a los franceses y mantenía malas relaciones con el primer ministro Ion Brătianu.
La situación del frente y el estallido de la Revolución de Octubre en Rusia forzaron a Rumanía a solicitar la rendición. Averescu fue uno de los jefes militares que aceptó la necesidad de solicitar el armisticio al enemigo, que se firmó el Focșani el 9 de diciembre. Pese a ello, trató de que no se le asociase a este, para lo que renunció al mando del 2.º Ejército tras la firma de la tregua. Nombrado primer ministro por el rey Fernando en febrero de 1918, comenzó las conversaciones de paz con August von Mackensen en Buftea y Focşani, pero dimitió ante las condiciones propuestas por las potencias enemigas al mes. Alexandru Marghiloman hubo de firmar el Tratado de Bucarest (1918) y Averescu abandonó el gabinete de éste al firmarse el tratado. A pesar de que sus conversaciones de paz fracasaron, sus adversarios políticos no dejaron de usarlas para desacreditarle, acusándole simplemente por haberlas iniciado.
Durante esa misma época, Averescu hubo de enfrentarse a una ofensiva soviética: mientras León Trotski negociaba la paz con las Potencias Centrales en Brest-Litovsk, el Rumcherod de Odesa, al mando de Christian Rakovsky, ordenó una ofensiva contra Rumanía. Para evitar mayores bajas, Averescu firmó con el Rumcherod una tregua, muy criticada. Su oponente Rakovsky, sin embargo, tuvo que desistir de su ataque al ser expulsado de Odesa por una ofensiva alemana desencadenada ante el estancamiento de las negociaciones en Brest-Litovsk.

## El partido popular

### Carácter
Averescu se licenció del ejército en la primavera de 1918 con intención de comenzar una carrera en la política y declarando su hostilidad al Partido Nacional Liberal (PNL) y a su caudillo Ion I. C. Brătianu.
Encabezó el Partido Popular (llamado al comienzo Liga Popular, fundada en abril de 1918), alcanzando una gran popularidad entre el campesinado al acabar la guerra. Su movimiento tenía un atractivo mensaje populista, cuajado de vagas promesas y basado en la imagen del general. Los campesinos habían recibido la promesa de tierras al comienzo de la contienda (que estaban recibiendo mediante la reforma agraria que finalizó en 1923), habían formado el grueso del ejército en la guerra y habían aprendido a ver a Averescu como la persona capaz de lograr sus aspiraciones y de merecer su fidelidad. Eliza Brătianu, esposa del dirigente del PNL, explicaba la ascensión política del general por el contexto del país: la anexión de Besarabia, Bucovina, and Transilvania creaba una Gran Rumanía (a la vez que dirigía su condescendencia, típica del PNL, hacia el Partido Nacional Rumano, que se estaba haciendo con el control de Transilvania, hasta ese momento parte del Imperio austrohúngaro):

"Las grandes pérdidas durante la guerra, las derrotas del Antiguo Reino, los restos de dominación extranjera en las nuevas provincias pero, sobre todo, la malsana euforia que se extiende por Transilvania, que parece creer que sólo gracias a ella se ha logrado la reunificación, son las que han creado la sensación de inquietud en la  nueva Gran Rumanía"

Como el movimiento se consideraba más una corriente social que un partido político tradicional, atrajo a antiguos miembros del Partido Conservador, como Constantin Argetoianu, Constantin Garoflid, o Take Ionescu, militares como Constantin Coandă, el dirigente del Partido Nacional Democrático, A. C. Cuza, los partidarios del Corporativismo, Mihail Manoilescu and Ştefan Zeletin, el nacionalista moderado Duiliu Zamfirescu, el futuro diplomático Citta Davila, el periodista D. R. Ioaniţescu, el agrarista de izquierda Petru Groza, el caudillo bucovino Iancu Flondor o el abogado Petre Papacostea. Otros activistas transilvanos, como Octavian Goga o Teodor Mihali, que habían abandonado el Partido Nacional Rumano en protesta por la política de su jefe Iuliu Maniu., también respaldaron a la formación. A pesar de esto, el Partido intentó en repetidas ocasiones a partir del verano de 1919 llegar a una alianza con Maniu. (según Argetoianu, sus intentos fracasaron por los manejos del rey Fernando, que mantenía en ese momento relaciones cordiales con Maniu y que declaró "¡Maniu no es de nadie más, es mío!").
La agrupación estrechó relaciones también con la Guardia de la Conciencia nacional (Garda Conştiinţei Naţionale, GCN), un grupo reaccionario formado por el electricista Constantin Pancu, dedicado a la violencia anticomunista en Iaşi , inclinación que compartía con Averescu. A pesar de esto, Averescu y Argetoianu ofrecieron colaborar al Partido Socialdemócrata y a su socio el Partido Socialdemócrata de Transilvania y el Banato a finales de 1919, manteniendo conversaciones con los dirigentes reformistas Ioan Flueraş, Ilie Moscovici, e Iosif Jumanca. Según Argetoianu, en esa época Moscovici desconfiaba cada vez más del ala izquierda del partido, donde se empezaba a sentir la agitación de Cristescu. Averescu les propuso a los socialdemócratas fusionar a ambos partidos dentro del Popular, pero manteniéndolos como formaciones autónomas, sugerencia que fue rechazada por estos, y las conversaciones cesaron al negarse los socialdemócratas a apoyar la formación del general en las elecciones.

### Influencia
Según Eliza Brătianu (que comparaba a Averescu con el militar rebelde francés Georges Boulanger), diversas personas de su movimiento le recomendaban encabezar una golpe de Estado republicano contra el rey Fernando, a lo que Averescu se negó aparentemente por lealtad al monarca Argetoianu, que admitía haber "respaldado a Averescu contando con el establecimiento de un régimen dictatorial", afirmaba que el general había sido influenciado durante su visita a Italia por el Radicalismo y por el Risorgimento. Esta era la razón, según Argetoianu, para la inclinación de Averescu por las conspiraciones políticas. Recordaba que, en 1919, la casa de Davila era el lugar de reunión de ciertos oficiales que tramaban la caída de Brătianu y sopesaban el derrocamiento del rey (según esta versión Averescu habría aceptado convertirse en dictador para, en octubre de ese mismo año, haberles animado a abandonar sus planes).
Con el objetivo de resolver la mayoría de los problemas sociales y políticos que afrontaba Rumanía, la Liga exigía:

"Una reforma agraria que se aplique sobre la tierra que actualmente está expropiada sólo en el papel (referencia a la promesa de 1917 de una reforma), que transfiera la propiedad inmediata y efectivamente a los campesinos a través de los ayuntamientos; una reforma electoral que contemple el sufragio universal, la elección directa de representantes, el voto secreto y obligatorio y la concesión de representación para las minorías (que no habría porqué entorpecer la expresión de las preferencias individuales); y la descentralización administrativa"

Según Argetoianu:

"En el otoño de 1919 Averescu alcanzó su máxima popularidad. En los pueblos la gente soñaba con él, algunos juraban haberle visto descender en avión para reunirse con ellos; otros, que habían combatido en la guerra, que habían vivido a su lado en las trincheras. Él era el centro de todas las esperanzas, la persona que debía permitirles milagrosamente llevar una vida plena y sin preocupaciones. Su popularidad era mística, sobrenatural y toda clase de leyendas brotaban alrededor de este mesías del pueblo rumano.

A pesar de haber encabezado tres gabinetes durante el periodo de entreguerras (1918, 1920-1921, 1926-1927), su carrera política no fue tan brillante como la militar. Averescu acabó como un peón más en manos de Brătianu. Argetoianu acabó renegando del carácter dubitativo y tendente a los compromisos de Averescu.

## Segundo gabinete

### Formación del gobierno
Al principio, Brătianu aprovechó el desagrado compartido con Averescu por el gobierno de coalición entre el Partido Nacional Rumano de Alexandru Vaida-Voevod y el Partido Campesino (PŢ) para iniciar las conversaciones con el general, que había participado brevemente en la coalición. Logró que éste abandonase su aspiración de juzgar a miembros del Partido Liberal por lo que consideraba mala gestión del país antes y durante la guerra mundial, objetivo original de su formación, y que prometiese respetar la Constitución de 1866 al llevar a cabo la reforma agraria. Mientras, mantuvo una estrecha relación con el rey Fernando. Averescu se convertía, según declaró en la última reserva de la burguesía rumana, consciente de la necesidad de reformas que evitasen una revolución y de la incapacidad de los liberales para llevarlas a cabo.
El 13 de marzo de 1920 se anunció la disolución del gabinete de Vaida-Voevod y se esperaba la convocatoria de elecciones anticipadas. En vez de ello, Averescu leyó un documento acordado con el rey por el que el parlamento quedaba disuelto durante diez días -tiempo que se consideró suficiente para que Averescu lograse formar una nueva mayoría en la cámara. Estas maniobras causaron la protesta firme de la oposición. Nicolae Iorga, en aquel momento presidente de la cámara y que apoyaba al Partido Nacional Rumano, reclamó una moción de censura para el 26 de marzo. Averescu logró, sin embargo, el apoyo real para disolver el parlamento y dedicó sus esfuerzos a alcanzar la victoria en las elecciones anticipadas de 1920, gracias al control de los funcionarios municipales, cuyos puestos fueron dominados por miembros del partido de Averescu. Logró 209 escaños (223 si se cuentan los logrados por el Partido Democrático Conservador de su aliado Take Ionescu) de los 369 de la asamblea.
A la vez que los acuerdos entre el PNR y el PŢ se deshacían, este se aliaba con el Partido Nacionalista Democrático de Iorga y creaba la "Federación de la Democracia Nacional-social", que recibió el apoyo de la agrupación de Nicolae L. Lupu).
El general, político mediocre, contaba, sin embargo, con una enorme simpatía entre los miles de campesinos desmovilizados del ejército, a pesar de haber sido el director del aplastamiento de su revuelta en 1907. Estos le veían como la garantía de que la política de posguerra tendría en cuenta sus sacrificios durante la contienda, comenzaría por fin su participación en el gobierno del país y se llevaría a cabo la prometida reforma agraria.

### Políticas del gabinete
Durante su gobierno se firmó el Tratado de Trianon con Hungría y se dieron los primeros pasos para la creación de la Pequeña Entente entre Rumanía, Yugoslavia y Checoslovaquia. También durante su gobierno comenzó la cooperación militar con Polonia, con el objetivo de aislar a la Unión Soviética. 
Su oposición al comunismo le llevó a reprimir a los miembros del partido socialista que votaron a favor de unirse al Comintern, que fueron detenidos el 12 de mayo de 1921 acusados de "atentar contra la seguridad del estado". Estos arrestos se llevaron a cabo tras un largo debate parlamentario sobre la detención de Mihai Gheorghiu Bujor, ciudadano rumano que se había alistado en el Ejército Rojo soviético en Besarabia al final de la Revolución de Octubre y que había sido juzgado por traición. Argetoianu, que declaró que el comunismo había desaparecido de Rumanía, más tarde comentó las dudas que Averescu y otros miembros del gobierno habían tenido sobre la represión y que tuvo finalmente que tomar la iniciativa de los arrestos, presentando a sus colegas de gabinete con el hecho consumado. El general reprimió cualquier manifestación de izquierda o popular, enviando al ejército a ocupar vigilar los ferrocarriles y aplastando la huelga general de 1920. Trató, sin embargo, de atraer a los sectores socialistas moderados como método de restar fuerzas a los más radicales.
Las regiones anejadas a Rumanía al acabar la guerra mantenían sus estructuras administrativas creadas al final de la misma, como el Directorio transilvano, creado y dirigido por el PNR. Averescu ordenó su disolución en abril, a pesar de las protestas de los notables locales. A la vez, ordenó el licenciamiento de las tropas. Unificó las monedas de las distintas regiones imponiendo el leu y definió la reforma agraria que sería llevada a cabo por el gobierno de Brătianu que le sucedió. La reforma había sido impuesta en realidad por Ion G. Duca, miembro del anterior gabinete liberal, que Argetoianu describió como "destructiva". Como primer paso, el gabinete de Averescu nombró a Vasile Kogălniceanu, diputado por la región de Ilfov, como organizador. Kogălniceanu presentó un informe sobre la situación agraria en el país en el que hacía hincapié en el papel de su antepasado Constantin en la abolición de la servidumbre en Moldavia y en el de su padre Mihail Kogălniceanu en la eliminación de los servicios feudales en todo el país.
El Partido Popular recibió presiones para limitar la reforma agraria prometida por Duca, por lo que se nombró a Constantin Garoflid, político conservador y teórico agrario a favor de las grandes propiedades, como ministro de Agricultura. Argetoianu acusó al primer ministro de apoyar una reforma más radical y escribió:

[...] los campesinos bendecían al "padrecito Averescu", que les otorgaba tierras, y le apoyaron aún más fervientemente. A Brătianu y Duca no los mentaban más que para maldecirlos. ¡La gratitud humana!

En octubre de 1920 Averescu logró un acuerdo con las potencias aliadas, que reconocieron la unión de Besarabia con Rumanía, aunque dejaban la posibilidad de la cesión de la región a Rusia si el gobierno bolchevique era sustituido por otro democrático y animaban a entablar conversaciones entre ambos países. Los soviéticos no reconocieron el acuerdo. Italia también se negó a ratificar el pacto, alegando, entre otros motivos (como su amistad con la Unión Soviética) los 250 millones de liras que se debían a los inversores italianos que habían comprado bonos del estado a Rumanía.

### Escándalos y caída
Tras haber llevado a cabo la primera fase de la reforma agraria y haber reprimido a los movimientos de izquierda, en 1921 la utilidad de Averescu como hombre de mano dura fue perdiéndose para los que le habían ayudado a alcanzar el gobierno. Poco a poco fue perdiendo apoyos y se acumularon sus errores en el gobierno.
En marzo de 1921 Argetoianu se vio implicado en un escándalo protagonizado por su socio Aron Schuller, que había pretendido obtener un crédito de veinte millones de liras de un banco italiano usando como aval bonos de guerra rumanos que había conseguido ilegalmente de la reserva del Ministerio de Hacienda.
Con Nicolae Titulescu como ministro de Hacienda, Averescu volvió a aplicar una política económica intervencionista, pero abandonó las costumbres de los anteriores gobiernos al tratar de aprobar un aumento de impuestos y ciertas nacionalizaciones, lo que hubiese perjudicado a los votantes de clase media, tradicionales votantes del PNL.
Los liberales, a través de Alexandru Constantinescu-Porcu, avivaron las diferencias entre los Campesinos y el partido de Iorga, aprovechando el rechazo de este hacia Constantin Stere (debido al apoyo de este último a Alemania durante la guerra mundial). Stere ganó un escaño por Soroca, en Besarabia, lo que causó un revuelo político en el que todos los partidos (incluido el PNR) mostraron su disgusto. Las desavenencias se agudizaron durante un largo debate en el parlamento sobre la propuesta del gobierno de nacionalización de empresas en Reşiţa (que la oposición veía como una forma de traspasar el control de las mismas a miembros del Partido Popular gubernamental). Durante el debate Argetoianu murmuró un insultó contra el diputado Virgil Madgearu (del Partido Campesino) e Ion G. Duca, del PNL, se solidarizó con el insultado. El incidente acabó con la solicitud de todos los grupos de oposición al rey para que sustituyese a Averescu (14 de julio de 1921).
El rey Fernando trató de facilitar la unión del Partido Nacional Rumano con los Liberales, pero las negociaciones fracasaron por desacuerdos sobre la dirección del nuevo partido. Los liberales habían abandonado para entonces el parlamento, acusándolo de no representar al país. En realidad, se veían capacitados, una vez pasada la crisis inmediata de la posguerra, para volver a encabezar el gobierno. El 17 de diciembre de 1921 Averescu dimitía.
Finalmente Brătianu acordó con el rey volver al gobierno y el monarca solicitó al ministro de Asuntos Exteriores Take Ionescu que dimitiese para crear de esta forma una crisis en el gabinete que permitiese la caída de Averescu y la vuelta al poder del PNL de Brătianu. Las muestras de apoyo popular en las calles de Bucarest fueron rechazadas por el propio Averescu una vez que este logró un acuerdo con Brătianu para que se volviese a formar un gabinete del Partido Popular "cuando el momento lo permitiese". Ionescu ejerció como primer ministro brevemente hasta enero de 1922, cuando le sustituyó el propio Brătianu, tras fracasar en lograr una moción de confianza.

## El tercer gabinete

### Nuevas alianzas
Durante 1924 y 1925 Averescu no cooperó con los partidos de oposición al gobierno liberal, sino que mantuvo una cierta cooperación con este. Cuando, el 27 de marzo de 1926 el primer ministro Ion I. C. Brătianu dimitió la oposición sospechó que utilizaría de nuevo a Averescu como sustituto controlado al frente del nuevo gobierno. Tras una aparente y efímera disposición del rey a encargar el gobierno a una coalición de oposición, volvió en efecto a llamar a Averescu, probablemente por consejo de Brătianu.
El general volvió a formar un gabinete, buscando la alianza del PNR y de su socio el Partido Campesino, sugiriendo una unión de partidos bajo su dirección. Su propuesta fue rechazada de plano ante la posibilidad de que los dos partidos lograsen la victoria en las próximas elecciones. El rey, sin embargo, sospechando de las inclinaciones supuestamente izquierdistas del Partido Campesino, utilizó su prerrogativa para nombrar primer ministro a Averescu, con el apoyo del PNL.
Al partido de Averescu se unieron entonces los disidentes del PNR encabezados por Vasile Goldiş y Ioan Lupaş, que representaban principalmente a los votantes ortodoxos transilvanos, a diferencia de los de Iuliu Maniu, que eran principalmente católicos de rito griego de la misma provincia. Las elecciones de 1926, que el gabinete de Averescu organizó en mayo de ese año, le dieron una victoria aplastante (292 escaños) mientras que el partido liberal quedaba reducido a únicamente 16 diputados y el resto de la oposición a 69. Las elecciones habían sido particularmente fraudulentas, habiéndose instaurado antes de las mismas prefectos militares en las provincias y dificultado la campaña de la oposición, llegando al arresto de destacados candidatos.
Había una impresión generalizada, no obstante, de que el gabinete de Averescu se había formado gracias al apoyo de los liberales y que duraría lo que estos le permitiesen seguir en el puesto.

### El Tratado Italo-Rumano
Aunque el gabinete no era fascista, sí que mostraba cierta benevolencia con la Italia fascista de Benito Mussolini, que se definía a sí misma como una fuerza en alza. El periódico norteamericano The Nation llamó a Averescu "el Mussolini de Rumanía", "un calificativo que el nuevo primer ministro rumano se dio a sí mismo". Los contactos entre los dos países, que comenzaron en junio de 1926, cuando Mihail Manoilescu negoció un préstamo en Roma, eran una de las mayores diferencias entre la política de Averescu y las de Brătianu. Averescu tuvo que intentar superar la tensión entre ambos países cuando Mussolini decidió retirar a su embajador en Rumanía ante la falta de pago de la deuda por este país y canceló la visita planeada del rey Fernando a Italia.
El crédito acordado entre Manoilescu y Mussolini concedía a Italia importantes ventajas en Rumanía a cambio de aclarar el estado de las deudas rumanas y llevó a la firma de un acuerdo de amistad entre ambos países, válido por cinco años (firmado el 16 de septiembre del mismo año) y que fue recibido con hostilidad en Rumanía al no contemplar el apoyo italiano a la anexión de Besarabia] por los rumanos. El tratado creó tensiones entre los aliados de la Pequeña Entente ya que Yugoslavia temía que Italia estuviese tratando de ganarse la neutralidad rumana en caso de un conflicto entre los dos países. Constantin Vişoianu escribió en aquel tiempo, criticando lo vago de los párrafos dedicados a la defensa entre los dos países:

¿Qué hemos ganado de Italia con este pacto? Nada. El artículo tercero, que ni siquiera menciona Besarabia, habla de la posibilidad de una incursión "violenta" y organiza un sistema de ayuda mutua que es original por lo que tiene de amor platónico.

El tratado caducaba en 1932 y, tras prorrogarse seis meses, no se renovó. En general, la importancia política de los contactos fue pequeña debido a la desconfianza de los italianos en el movimiento rumano, al que consideraban un instrumento en manos de Brătianu. Sobre el proyecto contemporáneo de casar a la princesa rumana Ielana con el príncipe Humberto de Italia, el mismo Averescu se afirma que comentó: "No conseguí mucho de Italia, salvo un trono para una princesa rumana".

### Los controvertidos proyectos de Averescu
Averescu siguió brindando su apoyo a los grupos de ultraderecha (especialmente a la Liga para la Defensa Nacional-Cristiana creada por A. C. Cuza, antiguo colaborador) y posiblemente sopesó el asumir poderes dictatoriales justo antes de ser despedido por el rey para ser sustituido por un nuevo gobierno controlado por Brătianu.
El gabinete se enfrentó con Brătianu cuando éste descubrió las negociaciones secretas que aquel sostenía con el príncipe Carol (desheredado tras su huida al extranjero con su amante), antiguo adversario del PNL, según empeoraba la salud del rey Fernando. Averescu declaró más tarde que Brătianu le había espetado: "Así que, después de haberte alzado al poder, ¿ahora quieres actuar por cuenta propia?" Averescu trató en varias ocasiones de forjar una alianza con los nacional-campesinos con el objetivo de librarse de la tutela de los liberales, sin lograrlo.
El PNL le retiró su apoyo y, mediante una orden firmada por Constantin Hiott, Averescu fue sustituido por un gabinete de coalición con Barbu Ştirbey (cuñado de Brătianu) a la cabeza. La expulsión del general, confirmada en su lecho de muerte por el rey, creó un vacío en la derecha que pronto ocupó la Guardia de Hierro, movimiento fascista creado por Corneliu Zelea Codreanu (antiguo correligionario de Cuza).

## Política a finales de los años veinte
El Partido Popular se involucró en los intentos de resolver la crisis de la dinastía que surgió a la muerte del rey Fernando en julio de 1927, proponiendo a Carol que sustituyese a su hijo Miguel I de Rumanía y acabase con la regencia del príncipe Nicolás. En diciembre de 1927 Averescu testificó en defensa de su compañero de partido Mihail Manoilescu, arrestado por fomentar el apoyo a Carol. En su declaración, Averescu indicó que, tras su disgusto con Carol, Fernando había planeado devolver a Carol su puesto como heredero al trono.
Su partido perdió muchos apoyos, que pasaron al nuevo Partido Campesino Nacional, quedando por debajo del % de votos en las elecciones de 1927. Hacia 1930 Averescu comenzó a oponerse al sufragio universal, que anteriormente había defendido, e hizo un llamamiento a los intelectuales para que abogasen por su eliminación argumentando que muchos votantes eran presa fácil de los partidos en el gobierno Averescu y su seguidor, el poeta de tendencias autoritarias Octavian Goga, recibieron críticas del diario populista de izquierda Viaţa Românească, que acusó a Averescu de haber utilizado prácticas ilegales en las elecciones que se celebraron durante su mandato.
En noviembre de 1930 se querelló contra el periodista Bazil Gruia, acusándolo de líbero por el artículo que este había publicado en enero en Chemarea donde el periodista cuestionaba la afirmación del Partido Popular de que Averescu era «el único camarada honesto del campesino rumano», resaltando la actuación del general durante la Revuelta campesina de 1907. El juicio se celebró en Cluj y Gruia fue defendido por Radu R. Rosetti. El uno de diciembre fue declarado culpable y condenado a una pena de 15 días en un correccional y a una multa de 3000 lei (aunque al poco tiempo Gruia se benefició de una amnistía).
Averescu fue ascendido a Mariscal de Rumanía ese mismo año al regreso de Carol del exilio - el nombramiento se debió, según la revista Time, al apoyo de Averescu al regreso del monarca. Según la misma fuente, a finales de 1930 Averescu volvía a estar en el centro de la política rumana debido al favor del nuevo rey y a las muertes de Ion I. C. y Vintilă Brătianu y al inesperado apoyo de Gheorghe I. Brătianu, disidente del PNL.

## Últimos años

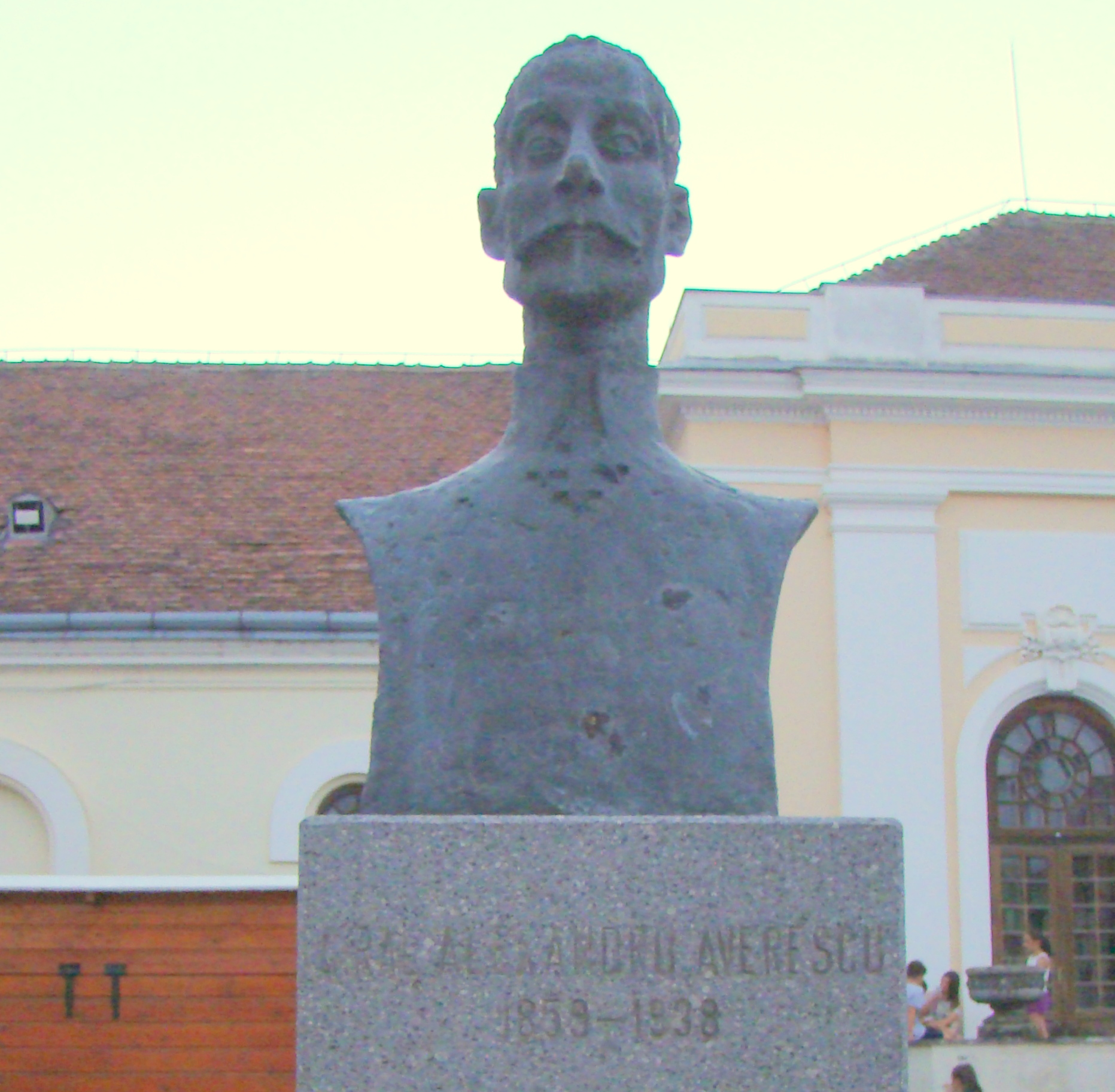
El busto de Alexandru Averescu de Alba Iulia.

Fue desarrollando hostilidad hacia el círculo real y, especialmente, hacia la amante del soberano, Magda Lupescu, por lo que el rey animó a Goga a sustituir a Averescu en la dirección del Partido Popular. Goga acusó a Averescu de "subvertir [...] el respeto tradicional con el que contaba la Corona". El enfrentamiento entre ambos llevó a Goga a crear el Partido Agrario Nacional que, aunque nunca principal, logró mayor apoyo que el de Averescu en las elecciones de 1932 (3% frente al 2% de Averescu).
Alrededor de 1934, mientras la Guardia proclamaba su fidelidad a la Alemania Nazi, los italianos, rivales entonces de Adolf Hitler, comenzaron sus contactos con Averescu (a la vez que con Nicolae Iorga, Nichifor Crainic, Cuza, Goga, y otros reaccionarios ajenos a la Guardia), ofreciéndole colaborar con él (véase Comitati d'azione per l'universalità di Roma). Esta alianza aparente estuvo marcada en realidad por grandes desacuerdos y tanto Averescu como Iorga recibieron ataques habituales en el Calendarul de Crainic. El mismo año, Averescu formó el Frente Constitucional, una alianza electoral de partidos nacionalistas que englobaba al Partido Liberal Nacional de Brătianu, la Cruzada del Romanismo de Mihai Stelescu (escisión de la Guardia de Hierro) y el pequeño Bloque Ciudadano de Grigore Forţu. Tras la desaparición de las dos últimas formaciones, el Frente sobrevivió hasta 1936, cuando fue disuelto.
En 1937, a pesar de su largo enfrentamiento con Carol, Averescu fue nombrado miembro del Consejo Real. Argetoianu recordaba haberse reconciliado con el mariscal en un momento en el que aquel sopesaba la posibilidad de reunir a las fuerzas de oposición, incluyendo al Partido Campesino Nacional, al Partido Liberal de Brătianu y a la Guardia de Hierro en una alianza electoral (para las elecciones de diciembre de 1937 los distintos grupos forjaron una alianza que logró derrotar al gobierno de Gheorghe Tătărescu). Averescu que, según Argetoianu, estaba más interesado en convencer al rey de que permitiese el regreso de su esposa Helena de Grecia que en la oposición política, se opuso al acuerdo.
Al año siguiente fue nombrado brevemente ministro sin cartera en el gabinete del primer ministro Miron Cristea, creado por Carol para combatir el auge de la Guardia de Hierro, y se opuso a la pretensión del rey de abolir la Constitución de 1923 y proclamar la dictadura (que acabó con el Partido Popular), lo que no evitó el uso de su figura por el nuevo régimen. Murió poco después de la implantación de la dictadura y fue enterrado en la Cripta de los Héroes de la Primera Guerra Mundial en Mărăşti. En diciembre de ese año el rey creó el Frente del Renacimiento Nacional como instrumento de su política autoritaria.